# When We Rise
When We Rise è una miniserie televisiva docu-drama ideata e scritta da Dustin Lance Black.
La miniserie racconta la nascita, l'ascesa e le battaglie del movimento per i diritti gay, attraverso le storie di uomini e donne che negli anni hanno lottato per il movimento LGBT. La miniserie racconta il movimento LGBT partendo dai moti di Stonewall del 1969 fino ai giorni nostri. È parzialmente ispirata al libro When We Rise: My Life in the Movement di Cleve Jones.
Tra gli interpreti principali figurano; Guy Pearce nel ruolo dell'attivista LGBT Cleve Jones, Mary-Louise Parker è Roma Guy, esponente del movimento per i diritti delle donne, mentre Rachel Griffiths interpreta la sua compagna Diane. Michael K. Williams ha il ruolo di Ken Jones, reduce del Vietnam e attivista per i diritti dei neri.
È andata in onda sul network ABC dal 27 febbraio al 3 marzo 2017, ottenendo bassi ascolti ma un buon riscontro dalla critica e dal web. Su Rotten Tomatoes la serie ha un indice di gradimento del 81% con un voto medio di 6,65 su 10 basato su 32 recensioni, mentre su Metacritic ha un punteggio di 67 su 100, basato su 23 recensioni.
In Italia, l'intera miniserie è stata resa disponibile il 3 ottobre 2017 su Sky Box Sets e dallo stesso giorno va in onda su Sky Cinema Uno.

## Personaggi e interpreti

### Principali
- Cleve Jones, interpretato da Guy Pearce, doppiato da Francesco Prando.
- Roma Guy, interpretata da Mary-Louise Parker, doppiata da Claudia Catani.
- Pat Norman, interpretata da Whoopi Goldberg, doppiata da Sonia Scotti.
- Diane, interpretata da Rachel Griffiths, doppiata da Roberta Pellini.
- Del Martin, interpretata da Rosie O'Donnell, doppiata da Antonella Avarista.
- Ken Jones, interpretato da Michael K. Williams, doppiato da Franco Mannella.
- Cecilia Chung, interpretata da Ivory Aquino, doppiata da Gaia Bolognesi.

### Secondari
- Sally Gearhart, interpretata da Carrie Preston, doppiata da Tiziana Avarista.
- Richard, interpretato da Sam Jaeger, doppiato da Stefano Thermes.
- Scott Rempel, interpretato da Nick Eversman, doppiato da Manuel Meli.
- Ricardo, interpretato da Rafael de la Fuente, doppiato da Daniele Giuliani.
- Dr. Jones, interpretato da David Hyde Pierce, doppiato da Loris Loddi.
- Cleve Jones da giovane, interpretato da Austin P. McKenzie, doppiato da Emanuele Ruzza.
- Roma Guy da giovane interpretata da Emily Skeggs, doppiata da Eva Padoan.
- Ken Jones da giovane, interpretato da Jonathan Majors, doppiato da Luca Mannocci.
- Diane da giovane, interpretata da Fiona Dourif, doppiata da Giulia Catania.
- Bobbi Campbell, interpretata da Kevin McHale, doppiato da Matteo Liofredi.
- Jim Foster, interpretato da Denis O'Hare
- Giudice Walker, interpretato da Richard Schiff, doppiato da Nicola Braile.
- Dr. Marcus Conant, interpretato da Dylan Walsh, doppiato da Stefano Benassi.
- Michael, interpretato da Charlie Carver, doppiato da Lorenzo Crisci.
- Dr. David Blankenhorn, interpretato da Rob Reiner, doppiato da Emidio La Vella.[8]
- Robin, interpretata da Pauley Perrette, doppiata da Rossella Acerbo.[8]
- Chad Griffin, interpretato da T. R. Knight, doppiato da Corrado Conforti.[8]
- Chuck Cooper, interpretato da William Sadler, doppiato da Luca Biagini.[8]
- Yvette Flunder, interpretata da Phylicia Rashād, doppiata da Anna Rita Pasanisi.[8]
- Roberta Kaplan, interpretata da Mary McCormack, doppiata da Alessandra Korompay.[8]
- Ted Olson, interpretato da Arliss Howard, doppiato da Marco Mete.[8]
- David Boies, interpretato da Henry Czerny[8]
- David, interpretato da Balthazar Getty, doppiato da Francesco Venditti.

## Episodi
| Stagione       | Episodi | Prima TV Originale | Prima TV Italia |
| -------------- | ------- | ------------------ | --------------- |
| Prima stagione | 8       | 2017               | 2017            |

## Produzione
Una miniserie sulla storia dei diritti gay è stata annunciata nell'estate del 2013, ideata da Dustin Lance Black. Il progetto ha avuto una fase di pre-produzione durata circa due anni e mezzo, fino a dicembre 2015, quando l'ABC ha dato il semaforo verde alla produzione.
La miniserie riunisce regista e sceneggiatore del film del 2008 Milk, per cui Black vinse l'Oscar alla migliore sceneggiatura originale. Van Sant e Black sono anche produttori esecutivi della serie assieme a Laurence Mark e Bruce Cohen, quest'ultimo era anche un produttore di Milk. When We Rise è prodotta da ABC Studios.
La miniserie ha una durata di circa otto ore, suddivisa in otto episodi: il primo e il secondo, sono diretti da Gus Van Sant, i restanti episodi sono diretti da Dee Rees (terzo e quarto), Thomas Schlamme (quinto e sesto), e Dustin Lance Black (settimo e ottavo).

## Distribuzione
La miniserie è stata presentata in anteprima mondiale e fuori concorso al Roma Fiction Fest il 10 dicembre 2016. Ha debuttato sul network ABC il 26 febbraio 2017.